# 요크의 흰 장미

요크 왕가의 문양인 하얀 장미꽃은 기본적인 형태로 칠해져 있다. 장미의 은빛 가시가 돋친과 적절한 씨를 제거했다.

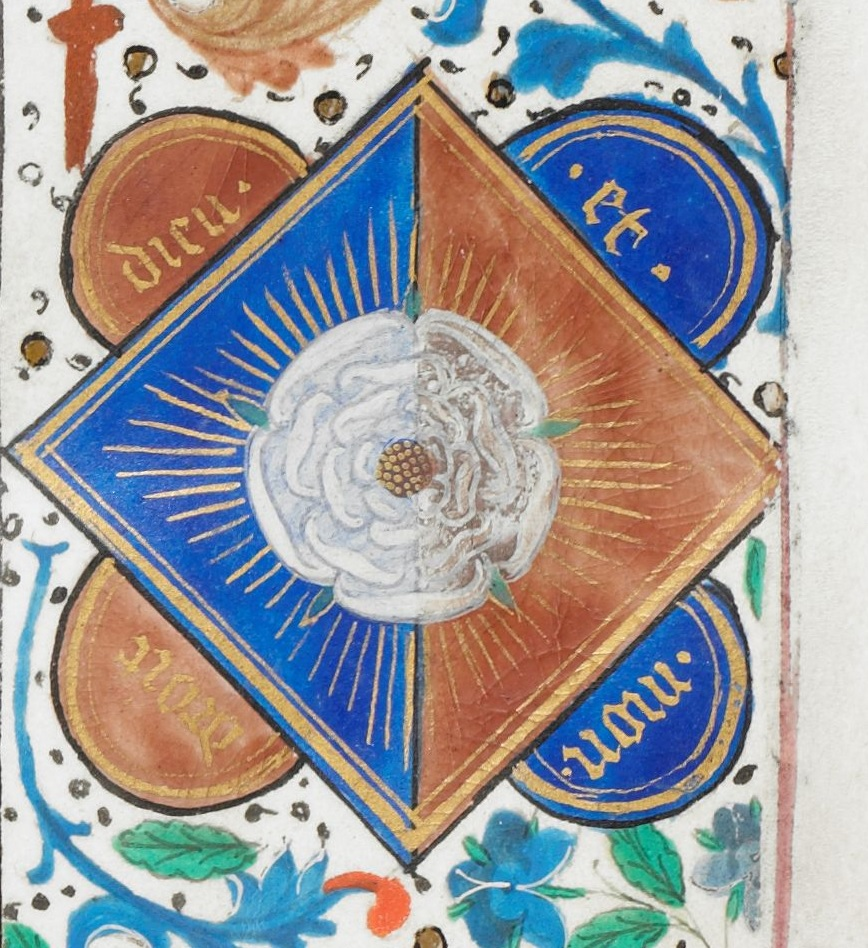
잉글랜드의 왕 에드워드 4세 (1461~1483)의 필사본으로 그린 요크의 흰 장미.

요크의 흰 장미(라틴어: rosa alba ; Blazon: a rose argent )는 14세기에 요크 왕가의 문장 휘장로 채택된 흰색 장미 문장이다. 현대에는 요크셔의 상징으로 더 광범위하게 사용된다.

## 역사
흰 장미의 상징은 (백합과 같이) 로마 카톨릭 교회에서 많은 칭호 중 하나가 신비로운 천국의 장미인 동정녀 마리아의 순결을 나타내기 때문에 종교적 의미를 가지고 있다. 기독교 전례 색상에서 흰색은 빛의 상징으로 순결, 순수, 기쁨, 영광을 상징한다.
흰 장미는 잉글랜드 왕 에드워드 3세의 생존한 4번째 아들인 1대 요크 공작 랭글리의 에드먼드 (1341–1402)에 의해 처음으로 문장 휘장으로 채택되었다. 또한 그의 형들 중 하나인 제 1대 랭커스터의 공작 곤트의 존 (1340–1399)은 문장 휘장을 붉은 장미인 랭커스터의 붉은 장미를 채택했다. 그들의 각각의 후손은 서로 경쟁하는 두 왕가의 휘장을 따서 장미 전쟁으로 알려지게 된 수십 년간의 내전 동안 잉글랜드의 왕좌를 차지하기 위해 싸웠다.

잉글랜드의 튜더 장미

장미 전쟁은 요크의 엘리자베스와 결혼하면서 상징적으로 하얀 장미와 붉은 장미를 통합하여 튜더 왕가의 상징인 튜더 장미를 창조한 잉글랜드의 왕 헨리 7세에 의해 종결되었다. 17세기 후반에 자코바이트는 1688년 늙은 왕위 요구자의 탄생 기념일인 6월 10일 "흰 장미의 날"를 기념하여 요크의 백장미를 상징으로 채택했다.
1759년 8월 1일 프로이센의 민덴 전투에서 51연대(국왕의 요크셔 경보병대의 전신)의 요크셔군은 전장 근처의 덤불에서 흰 장미를 따서 코트에 꽂았다. 그리고 매년 8월 1일, 이 날짜에 요크셔의 날이 열린다.
2015년 마지막 요크 왕가의 왕 리처드 3세(1485년 보즈워스 전투에서 헨리 7세의 군대에 의해 전사)의 시신이 레스터에서 묻힌 채로 재발견되었을 때 레스터 대성당에 다시 안장되었다. 2015년 3월 26일 왕의 먼 친척인 미하엘 입센(Michael Ibsen)이 만든 새 관에는 새하얀 장미가 새겨져 있다. 그의 DNA는 그 왕의 신원을 증명하는 데 도움이 되었다.

## 요크셔 주의 문장에서의 사용

요크셔 주의 기

요크셔의 국기는 파란색 배경에 흰색 장미이다. 3가지 라이딩 깃발에도 눈에 띄게 표시되어 있다.
또한 요크셔 주의 20개 이상의 시민 단체에는 요크의 흰 장미가 포함된 문장이 있다.
문장에서 요크의 장미는 가시가 있고 씨를 뿌린 적절한 장미 은빛 (꽃받침과 씨앗이 자연 색상인 흰 장미)으로 표시된다. 헤롤드 대학에 따르면, 전령 장미는 상단에 꽃잎이 있거나 상단에 꽃받침이 있는 약간 회전된 경우 사용할 수 있다. 전통적으로 장미는 노스 라이딩과 웨스트 라이딩에서 상단에 꽃잎과 함께 표시되지만 요크셔의 이스트 라이딩에서는 상단에 꽃받침이 있다.

## 같이 보기
- 영국 왕실 배지
- 장미 전쟁
- 랭커스터의 붉은 장미
- 튜더 장미
- 흰 멧돼지
- 리투아니아의 마을 알리투스의 흰 장미